# Splitsko-dalmatinska županija
Splitsko-dalmatinska županija je ena izmed 21 županij Hrvaške. Glavno mesto županije je Split. Po podatkih popisa iz leta 2021 ima 425.412 prebivalcev, kar je skoraj 30.000 manj, kot jih je imela 2011 (454.798).

## Upravna delitev
- Mesto Split (sedež županije)
- Mesto Hvar
- Mesto Kaštela
- Mesto Komiža
- Mesto Makarska
- Mesto Omiš
- Mesto Sinj
- Mesto Solin
- Mesto Stari Grad
- Mesto Supetar
- Mesto Trogir
- Mesto Vis
- Mesto Vrgorac
- Mesto Vrlika
- Mesto Imotski
- Občina Baška Voda
- Občina Bol
- Občina Cista Provo
- Občina Dicmo
- Občina Brela
- Občina Donji Muć
- Občina Donji Proložac
- Občina Dugi Rat
- Občina Dugopolje
- Občina Gradac
- Občina Hrvace
- Občina Jelsa
- Občina Klis
- Občina Lećevica
- Občina Lokvičići
- Občina Lovreć
- Občina Marina
- Občina Milna
- Občina Nerežišća
- Občina Okrug
- Občina Otok Dalmatinski
- Občina Podbablje
- Občina Podgora
- Občina Podstrana
- Občina Postira
- Občina Prgomet
- Občina Primorski Dolac
- Občina Pučišća
- Občina Runovići
- Občina Seget
- Občina Selca
- Občina Sućuraj
- Občina Sutivan
- Občina Šestanovac
- Občina Šolta
- Občina Trilj
- Občina Tučepi
- Občina Vinišće
- Občina Zadvarje
- Občina Zagvozd
- Občina Zmijavci